# Конарево
Конарево е връх, разположен на Полежанското странично било в Пирин.